# NGC 319
NGC 319 ist eine Balkenspiralgalaxie vom Hubble-Typ SABa im Sternbild Phönix, welche etwa 307 Millionen Lichtjahre von der Milchstraße entfernt ist.
Das Objekt wurde am 5. September 1834 von dem britischen Astronomen John Frederick William Herschel entdeckt.